# Alba Sola i Mesquida
Alba Sola i Mesquida   (segle XX) és una actriu de doblatge catalana. Ha sigut la veu habitual de Sandra Bullock (en una vintena de doblatges en català com el de Miss agent especial); de Lisa Kudrow (per exemple, a Una teràpia perillosa i Penjades, així com en el personatge de la Phoebe Buffay a Friends en castellà), Cate Blanchett (El curiós cas de Benjamin Button, Indiana Jones i el regne de la calavera de cristall i Blue Jasmine) i a Julianne Moore (El gran Lebowski, L'habitació del costat i Assassins).
Formada a l'escola de doblatge APADECA, un dels primers doblatges el va tenir interpretant un petit paper a La caixa oblonga. A partir de la dècada del 1980, també va doblar personatges interpretats per Jodie Foster (Taxi Driver), Robin Wright (La princesa promesa) i Jennifer Grey (Dirty Dancing).
Sola també ha fet incursions en el món del teatre, per exemple, amb la narració del conte del Polzet a l'adaptació titulada Buchettino de la companyia italiana Socìetas Raffaello Sanzio al Teatre Lliure.
És filla d'Isidre Sola, que també va ser actor de doblatge.